# Guido Pozzo
Pour les articles homonymes, voir Pozzo.
Guido Pozzo, né le 26 décembre 1951 à Trieste, est un archevêque italien, secrétaire de la commission pontificale Ecclesia Dei de 2013 à 2019.

## Biographie
Ordonné prêtre le 24 septembre 1977 pour le diocèse de Trieste, Guido Pozzo entre en 1987 à la Congrégation pour la doctrine de la foi, dont le préfet est à l'époque le cardinal Joseph Ratzinger. Éminent théologien, Guido Pozzo est professeur à l'Université pontificale du Latran et secrétaire adjoint de la Commission théologique internationale, poste qu'il occupe jusqu'au 8 juillet 2009 lorsqu'il est nommé secrétaire de la Commission pontificale Ecclesia Dei par Benoît XVI dont il passe pour être l'un des hommes de confiance. Cette nomination intervient le jour même où la commission change de statut, aux termes du motu proprio Ecclesiae unitatem, pour être rattachée à la Congrégation pour la doctrine de la foi.
La commission a notamment pour tâche de mener les négociations avec la Fraternité sacerdotale Saint-Pie-X en vue d'une éventuelle admission des traditionalistes dans la pleine communion de l'Église catholique romaine. Selon Le Figaro, il apparaît comme un « homme clé » qui occupe un « poste stratégique » dans ces discussions.
Le 3 novembre 2012, quelques mois après un apparent échec des négociations entre Rome et la Fraternité, Benoît XVI l'appelle au sein de la famille pontificale en le nommant aumônier apostolique et lui attribuant le titre d'archevêque titulaire de Balneoregium (de).
Il reçoit la consécration épiscopale le 17 novembre suivant des mains du cardinal secrétaire d'État Tarcisio Bertone en l'église San Lorenzo in Damaso. 
Le 3 août 2013, Pozzo est à nouveau nommé secrétaire de la commission Ecclesia Dei par le pape François. Son retour à ce poste apparait comme une volonté de s'appuyer sur un expert reconnu pour piloter les délicates relations avec le monde traditionaliste.
Le 6 février 2016, il est nommé membre de la congrégation pour les causes des saints.
Le 19 janvier 2019, la commission pontificale Ecclesia Dei est supprimée et ses attributions sont reprises pas la congrégation pour la doctrine de la foi. Le même jour, la Chapelle musicale pontificale est rattachée à l'Office des célébrations liturgiques du Souverain Pontife et il en est nommé surintendant à l'économie,. 